# Hystriomyia leucochaeta
Hystriomyia leucochaeta är en tvåvingeart som beskrevs av Zimin 1983. Hystriomyia leucochaeta ingår i släktet Hystriomyia och familjen parasitflugor. Inga underarter finns listade i Catalogue of Life.